# Незабудка рыхлая
Незабудка рыхлая (лат. Myosotis laxa) — однолетние или многолетние травянистые растения рода Незабудка (Myosotis), распространенные по всему Северному полушарию Земли.

## Ботаническое описание[2][3]
Однолетнее или многолетние травянистые растения с побегами высотой 7–60 см высотой. Корневище укороченное, редко коротко ползучее.
Стебель тонкий, чаще одиночный, простой или разветвленный. Поверхность практически голая, редко покрыта короткими прижатыми щетинками.
Листья с редкими прижатыми щетинками, сочные, тонкие, продолговато-ланцетные. Верхние стеблевые листья сидячие, островатые, нижние — слегка лопатчатые, тупые.
Мелкие цветки собраны в рыхлые кисти, удлиняющиеся при плодоношении. Плодоножки относительно длинные, 2–3 длины чашечки, отклоненные перпендикулярно побегу или книзу. Чашечка колокольчатая, с пятью треугольно-ланцетными зубцами, до 5 мм при плодах. Венчик голубой, диаметром 2–6 мм, отгиб по середине трубки, 5 лопастей яйцевидно-округлые по форме. Цветение в средней полосе России в июне-сентябре, созревание плодов с июля по октябрь.
Плоды коричневые, трёхгранные, длина 1–1,5 мм.

## Распространение и экология[3][2]

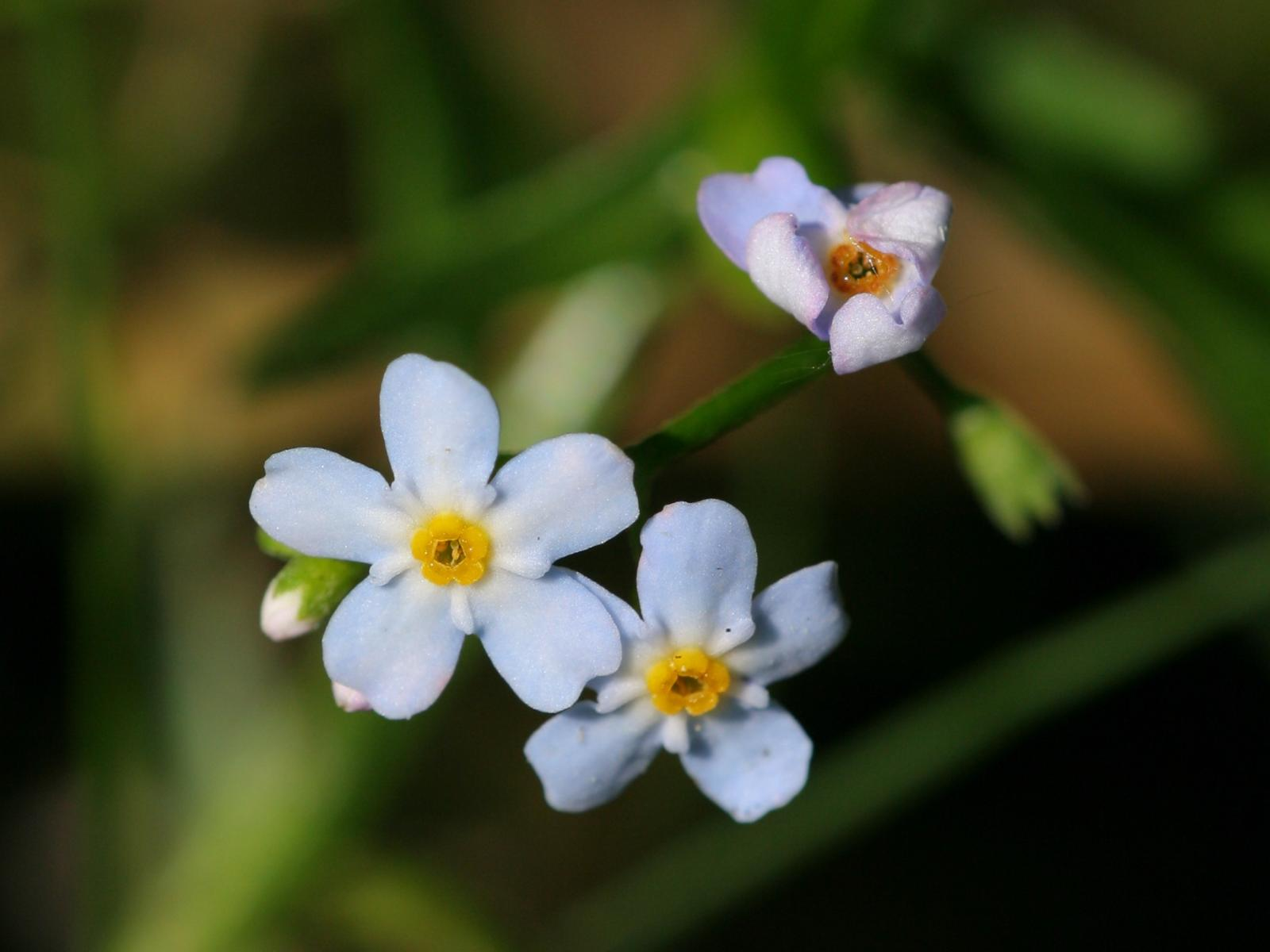
Цветки незабудки рыхлой крупным планом

Природный ареал охватывает умеренный и субтропический пояса Северного полушария — Средиземноморье, Центральная Европа, Иран, Балканы, Гималайский регион, Китай, Северная Америка. В России вид распространен практически во всех регионах за исключением Арктики.
Растения предпочитают влажные места с пресной (сырые луга, травяные болота, берега водоемов) или солоноватой водой (солонцеватые места на морском побережье или в полупустыне).

## Классификация

### Таксономия[4]
Myosotis laxa Lehm., 1818, Pl. Asperif. Nucif. : 83
Вид Незабудка рыхлая относится к роду Незабудка  (Myosotis) семейства Бурачниковые (Boraginaceae) порядка Бурачникоцветные (Boraginales). Кладограмма в соответствии с Системой APG IV по состоянию на июнь 2023 года:
|  |                                      |  |                                   | порядок Бурачникоцветные |  | семейство Бурачниковые - 153 ботанических рода |  | род Незабудка - 155 подтвержденных видов |  | Незабудка рыхлая |
|  |                                      |  |                                   | порядок Бурачникоцветные |  | семейство Бурачниковые - 153 ботанических рода |  | род Незабудка - 155 подтвержденных видов |  | Незабудка рыхлая |
|  | отдел Цветковые, или Покрытосеменные |  |                                   |                          |  |                                                |  |                                          |  |                  |
|  |                                      |  |                                   |                          |  |                                                |  |                                          |  |                  |
|  |                                      |  | ещё 63 порядка цветковых растений |                          |  |                                                |  |                                          |  |                  |
|  |                                      |  |                                   |                          |  |                                                |  |                                          |  |                  |

### Внутривидовые таксоны
- Myosotis laxa  subsp. baltica (Sam.) Hyl. ex Nordh.
- Myosotis laxa subsp. caespitosa (Schultz) Hyl. ex Nordh. — Незабудка рыхлая подвид дернистая
- Myosotis laxa  f. neglecta (R.Schust.) G.H.Loos

### Синонимы
- Myosotis scorpioides subsp. baltica (Lehm.) Hegi
- Myosotis caespitosa var. laxa DC. — Незабудка дернистая разн. рыхлая
- Myosotis palustris var. laxa (Lehm.) A.Gray